# Lemniscomys striatus
Lemniscomys striatus és una espècie de mamífer rosegador de la família dels múrids. Viu a altituds d'entre 0 i 1.700 msnm a Angola, Benín, Burkina Faso, Burundi, el Camerun, el Congo, Costa d'Ivori, Etiòpia, Ghana, Guinea, Guinea Bissau, Kenya, Libèria, Malawi, Nigèria, la República Democràtica del Congo, Ruanda, Sierra Leone, el Sudan del Sud, Tanzània, Togo, el Txad, Uganda i Zàmbia. Els seus hàbitats naturals són els herbassars, els boscos secundaris, els boscos secs oberts, les sabanes i els camps de conreu. És una espècie en risc mínim, és a dir, no sembla que hi hagi cap amenaça significativa per a la seva supervivència. El seu nom específic, striatus, significa ‘estriat’ en llatí.